# 徐文
徐文（1986年4月13日—），男，中国足球运动员，主要司职后腰，目前效力于上海申鑫。
徐文曾经入选国少队、国青队，代表上海参加了十运会，被誉为上海甚至中国足球同一代中最出色的后腰之一。2006年未满20岁就进入了申花一线队，但是却脚趾骨折。不久后，俱乐部与联城合并，人员过剩，养伤中的徐文淡出申花名单。2009年赛季开始前徐文被挂牌，关系所属为上海足协，之后加盟南昌八一。